# Begraafplaats van Odomez
De Begraafplaats van Odomez is een gemeentelijke begraafplaats in de Franse gemeente Odomez in het Noorderdepartement. De begraafplaats ligt in het gehucht La Haute Ville op 600 m ten zuidwesten van het centrum van de gemeente (gemeentehuis). Ze heeft een smalle rechthoekige vorm en bestaat uit een oud gedeelte en een jongere uitbreiding. De begraafplaats wordt gedeeltelijk omsloten door betonnen platen of een haag en wordt afgesloten door een tweedelig metalen hek. Bij de overgang van het oude naar het nieuwe gedeelte staat een groot kruis. 

## Britse oorlogsgraven
Op de begraafplaats liggen twee graven met Britse gesneuvelden uit de Eerste Wereldoorlog. De graven zijn van de soldaten Albert Victor Bates en Montague Augustus White, beide dienend bij het Devonshire Regiment en gesneuveld op 31 oktober 1918. Hun graven worden onderhouden door de Commonwealth War Graves Commission en staan er geregistreerd onder Odomez Communal Cemetery.